# 丘玳
丘玳（1499年—？），字文玉，號次皋，直隸廬州府六安州（今安徽六安市）人，軍籍，明朝政治人物。

## 生平
應天府鄉試第一百九名舉人。嘉靖十七年（1538年）中式戊戌科会试第281名，三甲152名進士。授户部主事。督饷榆林，除克减之弊。迁温州府知府，三十三年（1554年）调宁波府，修繕城墻。三十四年再调衢州府。

## 家族
曾祖丘嵩；祖父丘炫；父丘附，母吳氏。具庆下。兄丘珩、弟丘瑞。